# Agenda pour la paix

Dans le contexte de la fin de la Guerre froide, l'agenda pour la paix présenté par Boutros Boutros-Ghali, alors secrétaire général de l'ONU, le 17 juin 1992, s'effectue sur trois axes : 
- La diplomatie préventive des conflits (Consolidation de la paix)
- Le maintien de la paix dans les zones de risque de conflits
- Le rétablissement (ou imposition) de la paix dans les régions en guerre.

Il s'agit donc de revenir aux principes du chapitre 7 de la Charte des Nations-Unies et même aux principes fondateurs de la Société des Nations face à un contexte qui change, ainsi que le relève Boutros Boutros-Ghali dans son propos introductif : la guerre entre États régresse mais l'insécurité progresse en raison des guerres internes aux États. 
En fait, les moyens n'ont jamais pu être mis en place, que ce soit l'armée permanente ou la réforme du Conseil de sécurité, ce qui a conduit à la présentation en 1995 d'un deuxième rapport "Supplément à l'Agenda pour la paix". En outre, les États-Unis n'ont pas vu d'un bon œil les nouvelles prérogatives que prétendait s'octroyer l'ONU, et Boutros Boutros-Ghali ne sera pas réélu à son poste (1996).
Le rapport "Agenda pour la paix" aura néanmoins permis de définir les conditions indispensables au succès d’une opération maintien de la paix : 
- un mandat clair et réalisable
- la coopération des parties en conflit
- l’appui continu du Conseil de sécurité
- la volonté des États membres de fournir le personnel nécessaire (militaire ou civil)
- un commandement efficace des Nations unies, au siège et sur le terrain
- un appui financier et logistique adéquat.

À partir de 1992, les Nations-Unies vont ainsi disposer d'un Département des opérations de maintien de la paix (DOMP, en anglais DKPO, pour Department of Peacekeeping Operations), qui fournit un appui administratif et technique aux missions politiques et humanitaires et coordonne toutes les activités de déminage menées sous les auspices des Nations unies.
En outre, le rapport Agenda pour la paix a fixé un cadre général pour le rétablissement, le maintien et la consolidation de la paix dans le monde des années 1990-2000 et il sera suivi de nombreuses propositions visant à réformer ces processus implémentés par les Nations-Unies.